# Program Manager
 (octobre 2018).
Si vous disposez d'ouvrages ou d'articles de référence ou si vous connaissez des sites web de qualité traitant du thème abordé ici, merci de compléter l'article en donnant les références utiles à sa vérifiabilité et en les liant à la section « Notes et références ».
Le Program Manager ou Gestionnaire de programmes est le shell des systèmes d'exploitation Windows 3.x et Windows NT 3.x. Ce shell présente une interface utilisateur composée d’ icônes (raccourcis pour les programmes) organisées en groupes de programmes. Il a remplacé MS-DOS Executive, un gestionnaire de fichiers, en tant que shell Windows par défaut.

## Description
Le Gestionnaire de programmes est issu de Desktop Manager, le shell pour OS / 2 1.2. Contrairement à Desktop Manager qui présente ses groupes de programmes dans une liste simple et ouvre chaque groupe dans une fenêtre séparée, le Gestionnaire de programmes ouvre les groupes de programmes dans des fenêtres enfants à l'aide de la nouvelle interface de Windows 3. Les icônes utilisées pour représenter le Gestionnaire de programmes lui-même, Les groupes de programmes et les applications DOS dans Windows 3.0 sont transférés depuis OS / 2 1.2. Windows 3.1 utilise des versions mises à jour de ces icônes.
Lorsque les fichiers exécutables étaient déposés dans le Gestionnaire de programmes à partir du Gestionnaire de fichiers, celui-ci utilisait automatiquement l'icône par défaut de l'exécutable incorporée sous forme de données dans le fichier .EXE. En outre, le programme d'installation de Windows, qui a chargé le Gestionnaire de programmes avec les icônes standard d'une nouvelle installation, peut également être utilisé pour ajouter de nouvelles icônes en vrac après l'installation. En utilisant SETUP /P à partir de la ligne de commande, une présentation standard peut être installée sur de nombreux ordinateurs d’une entreprise utilisant un seul fichier de configuration SETUP.INF. 
À partir de Windows 3.1, le Gestionnaire de programmes contenait un groupe de démarrage. Les programmes et les fichiers placés dans ce groupe seraient chargés au démarrage de Windows.
Si vous maintenez la touche Maj enfoncée tout en faisant glisser la souris sur File, puis sur Exit Windows, la configuration actuelle de Gestionnaire de programmes sera sauvegardée dans Progman.ini, y compris la position de toutes les icônes de groupe de programmes, en supposant que la fonction de planification automatique a été désactivée. Cela a permis aux testeurs de Microsoft d'essayer de nombreuses configurations différentes, mais la fonctionnalité est restée dans la version livrée. 
Dans les versions ultérieures de Microsoft Windows, à partir de Windows 95 et Windows NT 4.0, le Gestionnaire de programmes a été remplacé par l' Explorateur Windows en tant que shell par défaut. Plus précisément, le menu Démarrer a repris l'organisation et les tâches de lancement du programme. Toutefois, Windows 95 donnait toujours à l'utilisateur la possibilité de démarrer le Gestionnaire de programmes au démarrage.
Le Gestionnaire de programmes était toujours inclus dans les versions ultérieures de Windows et était accessible en exécutant Progman.exe à partir de la ligne de commande ou de la boîte de dialogue Exécuter. Il peut être utilisé comme shell par défaut en spécifiant la valeur Shell dans le registre sous HKLM \ Software \ Microsoft \ Windows NT \ CurrentVersion \ Winlogon (par ordinateur ) ou HKCU \ Software \ Microsoft \ Windows NT \ CurrentVersion \ Winlogon (par utilisateur).).
Microsoft a supprimé le Gestionnaire de programmes de Windows XP Service Pack 2. Sous Windows Vista, Progman.exe a été entièrement supprimé.